# قضية إلزا نيجو

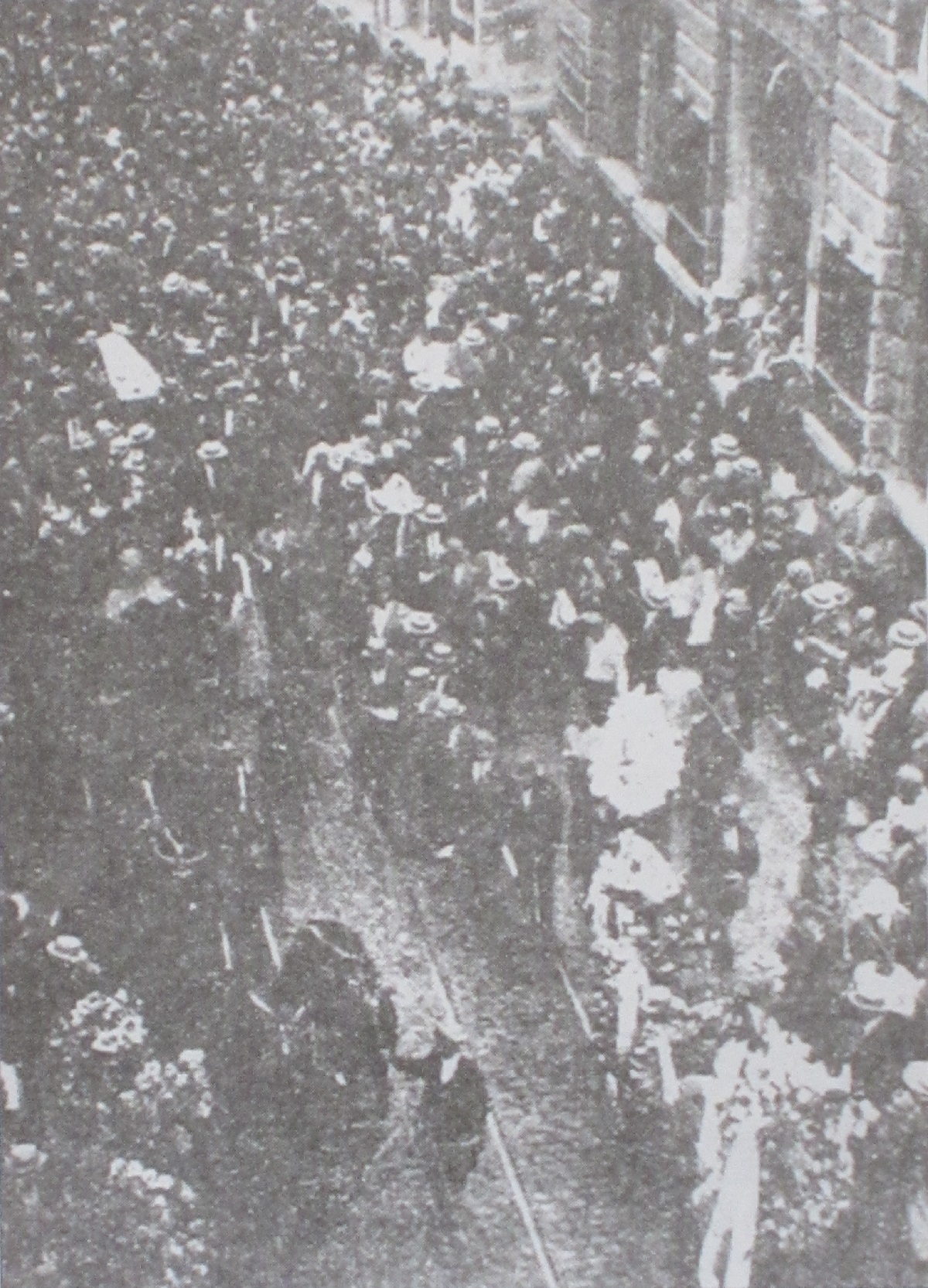
مسيرة جنازة إلزا نيجو

تدور قضية إلزا نيجو حول مقتل فتاة يهودية في تركيا تدعى إلزا نيجو في عام 1927. وخلال الجنازة، تحولت مشاعر المشيعين الجياشة إلى مظاهرة اعتبرتها السلطات لاحقًا جريمة ضد الدولة التركية. زعمت الحكومة التركية أن الشعارات المستخدمة في المظاهرات كانت ضد تركيا. وفي أعقاب المظاهرة، تم اعتقال 9 متظاهرين يهود، أطلق سراحهم بعد ثلاثين يومًا.

## جريمة القتل

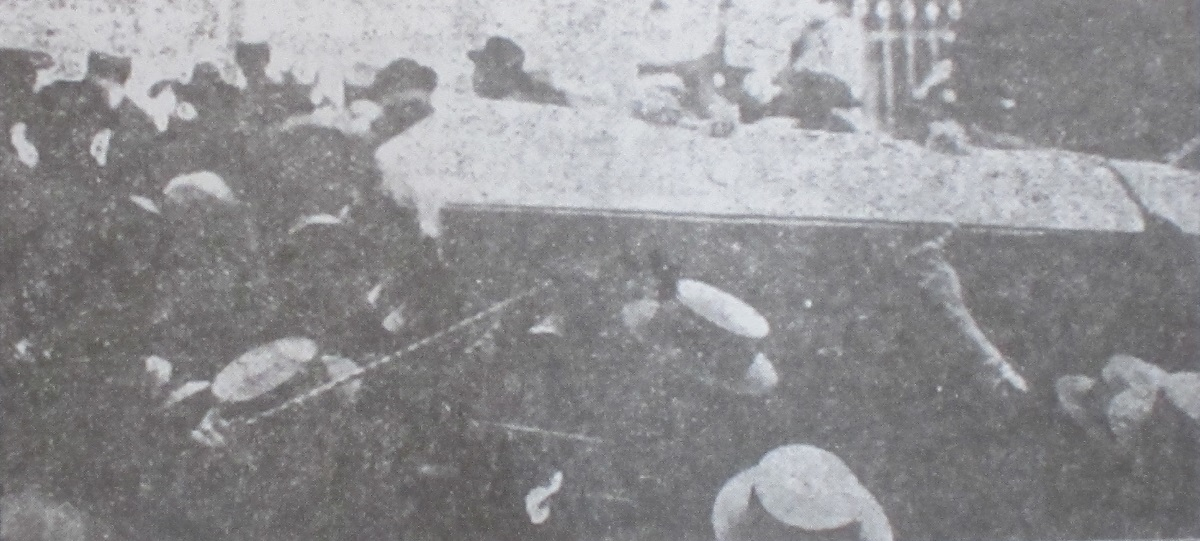
المشيعون يحملون نعش إلزا نيجو

كانت تعمل إلزا نيجو كاتبة على الآلة الكاتبة في شركة التأمين الوطنية التركية. وأثناء قضائها العطلة في جزيرة هيبلي، وقع في غرامها تركي مسلم يدعى عثمان بك. وكان عثمان بك يكبر إلزا بثلاثين عامًا، وقد تعقبها في جميع أنحاء الجزيرة. وفي حالة من اليأس، قطعت إلزا إجازتها وعادت إلى منزلها. ومع الوقت، خطبت إلزا إلى يهودي زميل لها في العمل. واستشاط عثمان بك غضبًا من هذه الخطوبة وقام بملاحقة إلزا نيجو وطعنها بسكين حتى الموت.

## التداعيات
أثناء تشييع الجنازة، نظمت مظاهرة مناهضة للحكومة التركية. ونتج عن ذلك رد فعل معادٍ للسامية في الصحافة التركية. وألقي القبض على تسعة متظاهرين على الفور بتهمة الإساءة إلى «الدولة التركية». لكن تمت تبرئة المتظاهرين التسعة المعتقلين في وقت لاحق.